# Metapogon carinatus
Metapogon carinatus là một loài ruồi trong họ Asilidae. Metapogon carinatus được Wilcox miêu tả năm 1964. Loài này phân bố ở vùng Tân Bắc giới.